# Инфекция
Зараза пренасочва насам.  За филма от 1995 г. вижте Зараза (филм).
Заразяване пренасочва насам.  За филма от 2011 г. вижте Заразяване (филм).
Инфекцията е процес на вредно заселване на чужд организъм в гостоприемник. Инфекциозният организъм има за цел да използва телесните ресурси на гостоприемника за възпроизвеждане (обикновено за сметка на гостоприемника). Инфекциозният организъм (наричан още патоген) пречи на нормалната функция на гостоприемника и може да причини хронични рани, некрози, загуба на инфектирания орган и дори смърт. Сурогатното тяло реагира на инфекция под формата на възпаление. Инфекциозните патогени могат да бъдат бактерии, глисти, паразити като бълхи, кърлежи, акари и въшки, както и гъбички, вируси, приони и вироиди.
Това е биологично явление на извършващо се в околната среда взаимодействие между микро – и макромира, при което микроорганизмите използват патогенни фактори за инвазия, адаптация и възпроизвеждане, а макроорганизмът включва ограничаващи защитно-приспособителни и компенсаторни механизми.
Най-често инфекцията се свързва с редица локални и общи симптоми, наречени възпаление. Инфекцията причинява също така загуба или патологична функция на тъканите и тяхната некроза. Повечето известни на медицината болести са инфекциозни.
Инфекциозност е способността на част от микробните видове да причиняват инфекция, независимо от това дали тя се изразява клинично или липсват болестни симптоми. Кръгът от различни видове макроорганизми, в които даден микробен вид може да предизвика инфекция, се обозначава като инфекциозен спектър на съответния микробен вид. Инфекциозният спектър на някои микроорганизми е много широк. Например, вирусът на бяса причинява инфекции във всички млекопитаещи. Други микроби имат тесен инфекциозен спектър. Например, в естествени условия причинителят на гонореята, сифилиса, коремния тиф, паротитния вирус и др. причиняват инфекции и заболявания само при човека.

## Инфекциозни агенти
- Бактерии
- Микроскопични гъби
- Вируси
- Вироиди
- Приони